# Río Caine
El río Caine es un río amazónico boliviano, una afluente  que forma parte del curso alto del río Grande. El río discurre por el departamento de Cochabamba y departamento de Potosí.

## Geografía
El río Caine nace cerca a la población de Villa Capinota, en la provincia de Capinota del suroeste del departamento de Cochabamba, de las confluencias del río Rocha y el río Arque en las coordenadas (17°42′11″S 66°14′39″O / -17.70306, -66.24417). Se desplaza hacia el departamento de Potosí, recorriendo las provincias Bilbao y Charcas, que limitan con las provincias Esteban Arce y Mizque de Cochabamba. Finalmente se junta con el río San Pedro (18°25′3″S 65°20′43″O / -18.41750, -65.34528) para así formar el río Grande al ingresar en el departamento de Chuquisaca.
- Datos: Q2179099
- Multimedia: Caine River / Q2179099